# گوران‌لی
گوران‌لی (به لاتین: Goranlı) یک منطقه مسکونی در جمهوری آذربایجان است که در شهرستان گران‌بوی واقع شده است. گوران‌لی ۵۵۳ نفر جمعیت دارد.